# Maritza Martén
Maritza Martén (La Habana, Cuba, 17 de agosto de 1963) es una atleta cubana especialista en lanzamiento de disco que se proclamó campeona olímpica en los Juegos de Barcelona 1992.
Comenzó a hacer atletismo con 11 años. Al principio se dedicaba a las pruebas de velocidad. Sin embargo como tenía tendencia a engordar, el entrenador Víctor Suárez la vio más capacitada para los lanzamientos, tanto de disco como de jabalina. Pronto consiguió sus primeras victorias en los Juegos Nacionales Escolares.
En 1977 pasó a entrenar en la Escuela Superior de Perfeccionamiento Atlético (ESPA) de La Habana, y allí entró en contacto con el entrenador Hermes Riverí, que la llevaría a lograr sus mayores éxitos.
En 1982 consiguió la victoria en los Campeonatos Panamericanos en categoría júnior, celebrados en Barquisimeto. Su primera victoria importante a nivel absoluto llegó en 1983 en los Juegos Panamericanos de Caracas.
En 1985 superó por primera vez la barrera de los 70 metros, y con una lanzamiento de 70.50 conseguido en La Habana, acabó la 3.ª del ranking mundial del año. Ese año también fue 3.ª en la Copa del Mundo de Canberra.
A continuación pasó varias temporadas lejos de su mejor nivel. En 1987 revalidó su título de campeona en los Juegos Panamericanos de Indianápolis. En los Campeonatos del Mundo de Roma de ese año fue finalista y ocupó la 9.ª posición.
En 1989 volvió a superar la barrera de los 70 metros igualando en Santiago de Chile su mejor marca personal con 70.50, que le valió ser la 3.ª del ranking mundial del año.
En 1991 sufrió una hernia discal que le impidió participar en los Juegos Panamericanos de La Habana. Sin embargo un mes más tarde estuvo presente en los Campeonatos del Mundo de Tokio pese a no estar en las mejores condiciones físicas, y ocupó la 10.ª posición.
1992 sería el año más importante de su carrera deportiva. Durante el Campeonato Iberoamericano celebrado en Sevilla pocos días antes de los Juegos Olímpicos de Barcelona, logró un lanzamiento de 70.68, el mejor de toda su carrera deportiva.
Ya en los Juegos Olímpicos, las europeas del Este, tradicionales dominadoras de esta prueba, partían como favoritas, sobre todo la búlgara Tsvetanka Khristova, la alemana Ilke Wyludda y la rusa Larisa Korotkevich, todas con mejor marca que Martén.
La final se disputó el día 3 de agosto. En el 5.º lanzamiento Martén envió el disco a una distancia de 70.06 metros, colocándose líder de la prueba. A partir de ahí ninguna de sus rivales pudo alcanzarla. La medalla de plata fue para la búlgara Tsvetanka Khristova (67.78) y la de bronce para la rumana Daniela Costian (66.24)
Maritza Martén era la segunda cubana en la historia que ganaba un oro olímpico en atletismo, tras María Caridad Colón, campeona de lanzamiento de jabalina en Moscú 1980.
Tras su victoria olímpica siguió compitiendo varios años a buen nivel. Destacan su 4.º puesto en los Campeonatos del Mundo de Stuttgart 1993 y de Gotemburgo 1995, así como su victoria en los Juegos Panamericanos de Mar del Plata 1995, que era su tercer título en esta competición.
Participó en los Juegos Olímpicos de Atlanta 1996, pero estuvo muy lejos de su mejor nivel, y con un discreto tiro de 60.08 no consiguió clasificarse para la final.
Se retiró del atletismo en 1997.

## Resultados
| Año  | Competición          | Lugar         | Puesto | Marca |
| ---- | -------------------- | ------------- | ------ | ----- |
| 1983 | Juegos Panamericanos | Caracas       | 1.ª    | 59.62 |
| 1985 | Copa del Mundo       | Canberra      | 3.ª    | 66.54 |
| 1987 | Juegos Panamericanos | Indianápolis  | 1.ª    | 65.58 |
| 1987 | Campeonato del Mundo | Roma          | 9.ª    | 62.00 |
| 1989 | Copa del Mundo       | Barcelona     | 3.ª    | 65.40 |
| 1991 | Campeonato del Mundo | Tokio         | 10.ª   | 62.40 |
| 1992 | Juegos Olímpicos     | Barcelona     | 1.ª    | 70.06 |
| 1992 | Copa del Mundo       | La Habana     | 1.ª    | 69.30 |
| 1993 | Campeonato del Mundo | Stuttgart     | 4.ª    | 64.62 |
| 1995 | Juegos Panamericanos | Mar del Plata | 1.ª    | 61.22 |
| 1995 | Campeonato del Mundo | Gotemburgo    | 4.ª    | 64.36 |
| 1996 | Juegos Olímpicos     | Atlanta       | Elim   | 60.08 |